# Гус Гіддінк
Гус Гі́ддінк (нід. Guus Hiddink), (8 листопада 1946 , Варссевелд, Гелдерланд ) — нідерландський футболіст (півзахисник) і тренер, який очолював низку провідних європейських клубів і національних збірних.

## Досягнення
Гус народився 8 листопада 1946 року. Відомий за своєю тренерською діяльністю з ПСВ (Ейндговен) з яким виграв Ередивізі, кубок Нідерландів та Кубок Європейських Чемпіонів у сезоні 1987—1988. Також вивів збірну Нідерландів в півфінал чемпіонату світу 1998 року і зайняв 4 місце на чемпіонаті світу 2002 року разом з збірною Південної Кореї. З ним пов'язані найкращі виступи збірної Росії з часів розпаду СРСР, де вів вивів її до півфіналу Чемпіонату Європи 2008 року. Перемога «Челсі» в Кубку Англії в 2009 році.

## Ігрова кар'єра

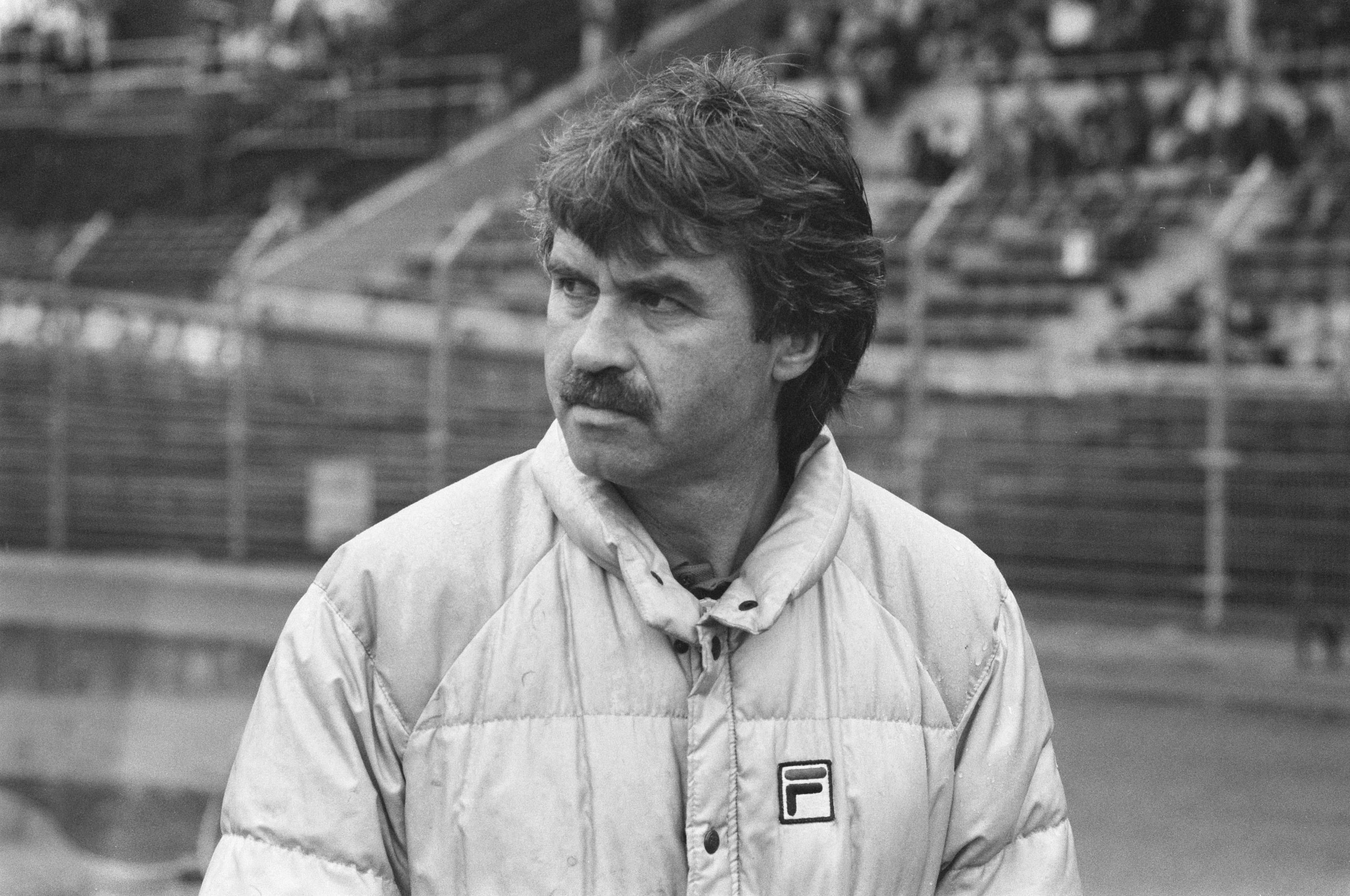
Гус Гіддінк у 1988 році

Гіддінк народився в Варссевелді й розпочинав свою спортивну кар'єру як гравець молодіжного складу любительського клубу «Варссевелд». Він став професійним гравцем після підписання у 1967 році контракту з командою «Де Графсхап». Дуже багато пов'язано в його кар'єрі гравця і тренера з тодішнім тренером команди Піт де Віссер. У 1973 році вони отримали підвищення до Ередивізії, вищої ліги Голландії. У 1970 році став гравцем ПСВ, але через те, що не зміг закріпитись в основі, повернувся назад у свій колишній клуб. Залишався там до 1976 року. А ще раз повернувся за рік до завершення кар'єри у 1981 році.

## Тренерська кар'єра

### Рання тренерська діяльність
Маючи досвід роботи асистента тренера він став помічником тренером ПСВ у 1984 році і був ним до 1987 року. З 1987 до 1990 року був головним тренером ПСВ. У 1988 році він виграв Лігу Чемпіонів. З 1987 по 1990 рік тричі вигравав чемпіонат. У 1990 став головним тренером «Фенербахче», після звільнення у 1991 році працював тренером «Валенсії» до 1994 року.

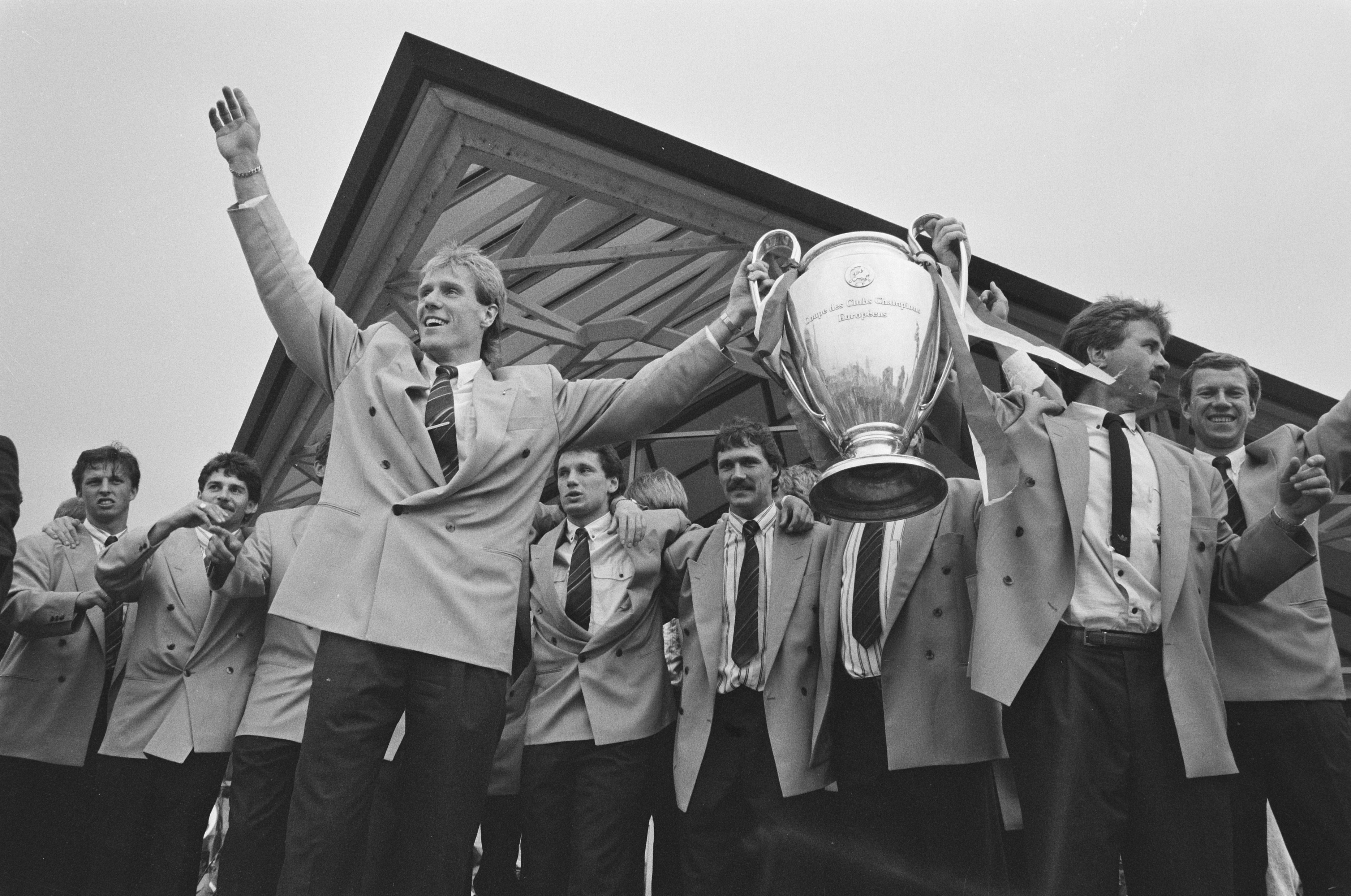
Гус Гіддінк (праворуч) і Ганс ван Брекелен тримають щойно виграний Кубок європейських чемпіонів в аеропорту Ейндговена. 26 травня 1988 року

### Збірна Нідерландів
1 січня 1995 року Гус Гіддінк був призначений головним тренером збірної Нідерландів з футболу. Він мав твердий підхід до збірної, приклад якого був продемонстрований, коли після сварки Едгар Давідс був відправлений додому на Євро 1996. На тому чемпіонаті Європи збірна Нідерландів під керівництвом Гуса Гіддінка виграла у Швейцарії, зіграла внічию з Шотландією та програла Англії. Маючи 4 очки, команда вийшла в чвертьфінал, де в серії пенальті програла збірній Франції. На чемпіонаті світу 1998 команда вийшла в півфінал, де в серії післяматчевих пенальті поступилася збірній Бразилії. У 1998 році він завершив роботу зі збірною Нідерландів.

### Іспанські клуби
Влітку 1998 року був призначений головним тренером мадридського «Реала». Але через фінансові проблеми та незадовільні результати він був звільнений у лютому 1999 року. У 2000 році Гіддінк виконував нетривалий час обов'язки тренера іспанського «Бетіса». Поширювалися чутки, ніби він зустрічався з представниками «Селтіка». Але зрештою був призначений 1 січня 2001 року тренером збірної Південної Кореї.

### Збірна Південної Кореї
Південна Корея разом з Японією були господарями чемпіонату світу 2002 року. Перед Гусом Гіддінком і збірною була поставлена висока мета — вихід із групи на чемпіонаті світу. У цьому груповому етапі команда здобула свою першу перемогу на чемпіонаті світу над Польщею 2:0, та після нічієї зі США (1:1) перемогу над збірною Португалії — 1:0. Збірна кваліфікувалась у другий раунд чемпіонату. Першим їхнім супротивником у цьому раунді стали італійці, яких було сенсаційно переможено з рахунком 2:1. Команда пройшла до півфіналу, де поступилась Бразилії. Як і 4 роки тому з Нідерландами Гіддінк завершив турнір з командою у півфіналі чемпіонату. Він став національним героєм для Південної Кореї. Але Гус вирішив повернутись на батьківщину і подав у відставку.

### ПСВ
Гіддінк повернувся на батьківщину і взяв на себе обов'язки тренера ПСВ. За час другого свого приходу у ПСВ Гус виграв 3 рази чемпіонат Голландії, у 2005 році кубок Голландії, а у 2003 році суперкубок країни. У сезоні 2004—2005 Гіддінк разом з командою вийшов у півфінал Ліги Чемпіонів. Це найвище досягнення ПСВ у цьому турнірі з часу прийняття сучасного формату змагання. У наступному сезоні команда втратила 5 провідних виконавців. У цьому сезоні команда вийшла з групи, але у перших двох зустрічах наступного раунду команда програла й вилетіла з турніру. Цей період роботи в команді зробив Гіддінка найуспішнішим тренером в історії клубу.

## Збірна Австралії
22 липня 2005 року Гус Гіддінк став офіційно головним тренером збірної Австралії. За умовами контракту він суміщав роботу зі збірною з роботою з ПСВ. У плей-оф до чемпіонату світу команда Гіддінка мала зіграти 2 матчі із збірною Уругваю. Обидві команди виграли в себе дома з рахунком 1:0, тому доля путівки вирішувалась в серії післяматчевих пенальті. У цій серії Австралія виграла 4:2. Команда здобула право вперше з 1974 року виступати на чемпіонаті світу з футболу. У першому матчі його команда виграла у збірної Японії з футболу з рахунком 3:1. У наступному матчі команда програла збірній Бразилії з рахунком 2:0. А в вирішальному матчі групи вони зіграли в нічию з збірною Хорватії з футболу. У другому раунді команда Гіддінка програла у першому ж своєму матчі збірній Італії з рахунком 1:0. Австралія вилетіла з турніру, і Гіддінк залишив команду.

### Збірна Росії

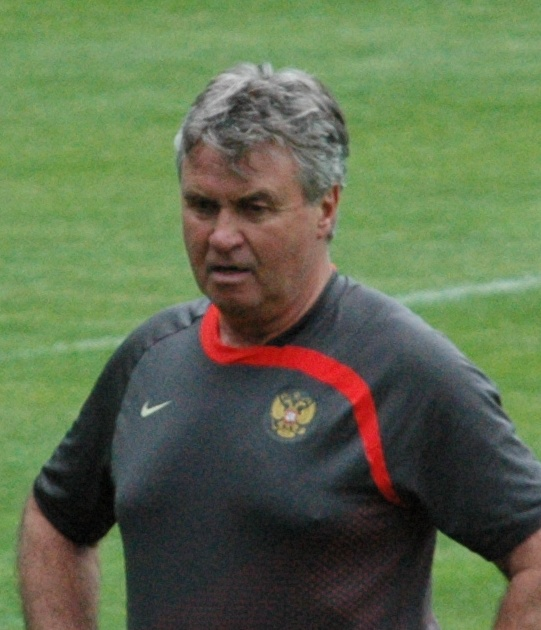
Гус Гіддінк під час роботи зі збірною Росії. 2008 рік.

10 квітня 2006 року Гус Гіддінк оголосив по нідерландському телебаченню, що він стане новим головним тренером збірної Росії. Він підписав контракт на 2,5 роки. Його зарплата становила 2,4 млн доларів. Перший його матч у статусі головного тренера відбувся проти збірної Латвії. Росія забезпечила собі вихід на чемпіонат Європи зайнявши друге місце у своїй групі, сенсаційно випередивши збірну Англії. Команда вийшла до півфіналу чемпіонату Європи, де поступилась з рахунком 3:0 іспанцям. Місце Гуса Гіддінка у збірній дуже похитнулось після того, як за підсумками плей-оф Росія поступилась у праві на виступ на чемпіонаті світу словенцям. 13 лютого 2010 року було оголошено, що Гіддінк залишить місце головного тренера збірної Росії 30 червня по закінченню контракту.

### Челсі
Після звільнення Луїса Феліпа Сколарі було підтверджено, що з 11 лютого 2009 до кінця сезону 2008—2009 клуб очолить Гус Гіддінк. Перша його гра завершилась перемогою над «Астон Віллою» на «Стемфорд Бридж» проти «Ювентуса» завершилась перемогою 1:0. Найбільшим його досягненням біля керма «Челсі» був виграний Кубок Англії у фінальному матчі на «Вемблі» проти «Фулгема» з рахунком 2:1. Також його команда вийшла до півфіналу Ліги Чемпіонів, де поступилась майбутньому переможцю турніру каталонській «Барселоні». Через 2 дні після останнього матчу «Челсі» він був замінений на Карло Анчелотті.

### Збірна Туреччини
16 лютого 2010 року відбулась зустріч між Гусом Гіддінком та турецькими представниками в Амстердамі, в результаті якої він погодився стати тренером збірної Туреччини. Його контракт почав діяти з 1 серпня 2010 року.
Відбірковий цикл Євро-2012 збірна Туреччини почала з перемог над збірними Казахстану і Бельгії. Потім збірна програла Німеччині з рахунком 0:3 і сенсаційно поступилася Азербайджану з рахунком 0:1. Наступного дня Гіддінка викликали в турецький парламент, на якому він повинен був представити звіт про виконану роботу і відповісти за поразку від збірної Азербайджану. У свою чергу, президент Турецької футбольної федерації Махмут Озгенер заявив, що варіант з відставкою Гуса не розглядається.
17 листопада 2010 року турки провели перший товариський матч за роботи Гіддінка. Їх суперником стала збірна Нідерландів: турецька збірна поступилася з рахунком 0:1.
У 2011 році Туреччина стала грати більш стабільно, посіла друге місце у відбірній групі (поступившись збірній Німеччини) і потрапила в стикові матчі. У першому стиковому матчі турки поступилися з великим рахунком Хорватії (0:3), а в повторному матчі зіграли в нічию 0:0 і не потрапили на Євро-2012. Наступного дня голландський фахівець розірвав контракт з турецької збірної.

### Збірна Кот-д'Івуару
10 березня 2010 було повідомлено, що Гус Гіддінк підписав контракт як головний тренер з збірної Кот-д'Івуару і почне роботу 15 травня 2010 року, ставши тренером команди на чемпіонаті світу з футболу 2010 в ПАР. Але через три дні було оголошено, що він більше не тренер команди на турнірі.

### «Анжі»

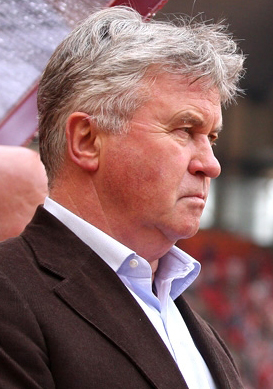
Гус Гіддінк під час роботи в «Анжі». 7 червня 2012 року

У лютому 2012 року нідерландський спеціаліст став головним тренером російського клубу «Анжі». 5 березня «Анжі» провів першу офіційну гру під керівництвом Гіддінка, перегравши московське «Динамо» з рахунком 1:0. За підсумками сезону «Анжі» посів 5-е місце в чемпіонаті, гарантувавши собі участь у Лізі Європи.
У 2012 році Гіддінк вивів «Анжі» в плей-офф Ліги Європи, вийшовши з групи А на другому місці, а поступившись лише англійському «Ліверпулю». В 1/16 його команда виграла в «Ганновера», проте потім програла ще одному клубу з АПЛ — «Ньюкасл Юнайтед».
У сезоні 2012/13 Гіддінк привів «Анжі» до бронзових медалей чемпіонату Росії, до перших медалей в історії клубу. Також «Анжі» вдруге в історії вийшов у фінал Кубку Росії, поступившись в серії пенальті столичному ЦСКА.
По закінченні сезону Гус продовжив свій контракт ще на один сезон. Проте вже 2 липня 2013 року Гіддінк подав прохання про відставку з поста головного тренера, яке було задоволено керівництвом клубу.

### Збірна Нідерландів
У березні 2014 року стало відомо, що після чемпіонату світу в Бразилії Гус Гіддінк знову очолить національну збірну Нідерландів, підписавши контракт на два роки. У першому матчі під керівництвом Гіддінка нідерландці в товариському матчі поступилися збірній Італії (0:2). Команда невдало почала відбір на Євро-2016, поступившись чехам і ісландцям, у зв'язку з чим у пресі з'явилася інформація про можливе звільнення Гіддінка. У 2015 році команда знову невдало виступила у кваліфікаційному матчі, зігравши внічию з Туреччиною. Тому навіть перемога над Латвією не врятувала Гіддінка від відставки, яка відбулася 29 червня 2015 року. Замість нього головним тренером став помічник Гуса Данні Блінд, який мав очолити збірну після чемпіонату Європи.

## Титули

### Тренер
- Чемпіон Нідерландів (6):

ПСВ: 1986-87, 1987-88, 1988-89, 2002-03, 2004-05, 2005-06
- Володар Кубка Нідерландів (4):

ПСВ: 1987-88, 1988-89, 1989-90, 2004-05
- Володар Суперкубка Нідерландів (1):

ПСВ: 2003
- Володар Кубка європейських чемпіонів (1):

ПСВ: 1987-88
- Володар Міжконтинентального кубка (1):

«Реал Мадрид»: 1998
- Володар Кубка Англії (1):

«Челсі»: 2008-09